# Põlva (comune rurale)
Põlva è un ex comune dell'Estonia situato nella contea di Põlvamaa, nell'Estonia sudorientale; classificato come comune rurale (in estone vald), si estendeva attorno alla città (linn) di Põlva, costituito come comune a sé e al quale è stato accorpato nel 2013.

## Località
Oltre al capoluogo, il centro abitato comprende 27 località (in estone küla):
Aarna - Adiste - Andre - Eoste - Himmaste - Holvandi - Kähri - Kiuma - Lutsu - Mammaste - Meemaste - Metste - Miiaste - Nooritsmetsa - Orajõe - Partsi - Peri - Puskaru - Puuri - Rosma - Soesaare - Taevaskoja - Tännassilma - Tromsi - Uibujärve - Valgesoo - Vanaküla